# La Société
La Société est une décalogie originale créée par Angela Behelle en 2012. Ce titre se réfère au fil rouge de la série, à savoir la formation, l’organisation et la dérive d’une société secrète se ramifiant autour d'un réseau de services sexuels imaginé par de richissimes contributeurs aux seules fins de leurs propres plaisirs.
Son originalité réside dans l’éventail des services proposés, du coiffeur à l’habilleuse ou bien encore l’esthéticienne, en passant par de luxueuses demeures mises à la disposition des membres de ce cercle se reconnaissant autour d’un symbole particulier : l’Oméga.
L’action est contemporaine et se déroule en France, principalement à Paris.
La Société est une série littéraire érotique.

## Résumé
Mickaëlla Valmur, veuve effacée âgée de 27 ans, est à la tête d’une immense fortune. Bien que richissime à son très jeune âge, elle décide de conserver son poste de professeure de philosophie dans un établissement privé réservé à la classe privilégiée.
Elle est notamment priée, avec insistance, de s’occuper en particulier d’un nouvel élève au caractère apparemment singulier.
Alexis Duivel, dix-sept ans, n’a eu que des précepteurs et une éducation adaptée à son tempérament introverti. Ses parents devant partir pour New York, ils préfèrent le voir suivre un cursus normal en France pour décrocher son bac. Pressentant que Mickaëlla Valmur pourrait faire preuve de la pédagogie adaptée à leur progéniture, ils convainquent le directeur d’imposer leur décision sans discussion possible.
Troublée par ce choix péremptoire, elle décide d’accepter le défi.
Alexis, que la nature a gratifié d’une beauté stupéfiante, doit s’adapter à son école et obtenir son diplôme.
Grâce à son intelligence, son assurance et sa répartie troublantes, le jeune homme parvient à émouvoir sa professeure. Il s’impose à elle dans une relation singulière qui dépasse le cadre de l’enseignement scolaire pour s’ouvrir vers une connaissance de soi qui renverse rapidement les rôles, le jeune Duivel devenant le maître d’un jeu auquel Mickaëlla va se prêter avec délice.
Qui de nous deux ? est le premier opus de cette saga familiale qui ouvre les portes sur les secrets de La Société et la vie trépidante de ses membres dont l’impératif absolu de discrétion n’empêchera pas quelques écarts qui feront trembler le pouvoir jusqu'au plus haut sommet.

## Inspiration et polémique
En 2003, Angela Behelle prend connaissance d’un article de presse au titre pour le moins troublant. Ce papier du Nouvel Observateur, « On attend M. le Ministre », décrit en effet une société bourgeoise, parisienne, cultivée et de classe aisée, s’adonnant aux plaisirs libertins sans retenue et cultivant l’entre-soi en n’ayant nul souci du rang ou de l’influence de ses membres.
Bien avant que l’actualité politique française ne soit bouleversée par son premier scandale politico-sexuel d'ampleur, bientôt connu sous le nom de l’affaire Dominique Strauss-Kahn, l’auteure avait terminé l’écriture de sa série et la polémique surgit à un tout autre niveau. En effet, à la parution du premier opus, en juin 2012, le succès incontestable de la série littéraire britannique Cinquante nuances de Grey n’a pas encore déferlé sur la France (le premier épisode ne paraîtra qu’en octobre 2012) et la littérature érotique n’a pas encore connu son profond renouvellement de lectorat.
D’abord indignée par l’âge prétendu du protagoniste, puis par la description réaliste de certaines pratiques sexuelles, une partie des lecteurs décrit l’œuvre comme étant du sexe « sale, vulgaire, cru et violent », là où d’autres y voient davantage un véritable suspense érotique palpitant.
Le succès remarqué de cette série française doit donc beaucoup à la réussite de la littérature érotique anglo-saxonne remise au goût du jour en 2012 et, un peu paradoxalement, au fait que toute l’action de La Société se déroule en France.

## Suite
Après 'Qui de nous deux ?, Paris, J'ai lu, coll. « Librio », 2014  (ISBN 978-2290075999), neuf ouvrages complètent la saga :
- Mission Azerty, Paris, J'ai lu, coll. « Librio », 2014  (ISBN 978-2290077047), se déroulant dans le milieu de l'édition et au cœur de l'organisation de La Société avec l'influent Paul Peyriac, un éditeur à la retraite aussi machiavélique que touchant, qui rencontre la jeune et séduisante Mina.
- À votre service, Paris, J'ai lu, coll. « Librio », 2014  (ISBN 978-2290077054), décrivant les codes d'honneur de La Société au travers du personnage de Pascaline Villers, jeune gouvernante qui va défier Alexis Duivel et apprendre à ses dépens que l'on ne badine pas avec le règlement de l'organisation.
- La Gardienne de l'Oméga, Paris, J'ai lu, coll. « Librio », 2014  (ISBN 978-2290100943), où l'on découvre le rôle essentiel de Lou-Anne Mesnil, le bras armé de la mystérieuse organisation, appelée à la rescousse par les administrateurs du réseau.
- L'Inspiration d’Émeraude, Paris, J'ai lu, coll. « Librio », 2015  (ISBN 978-2290100950), permettant à l'écrivaine Emmanuelle Travel, alias Emeraude pour ceux qui connaissent ses récits coquins, de rencontrer Yann Le Breuil, un écrivain séduisant et talentueux qui la guidera vers les portes de l'Écarlate, un établissement dont le seul mot d'ordre est le plaisir.
- La Fille du boudoir, Paris, J'ai lu, coll. « Librio », 2016  (ISBN 978-2290100967), dont l'action se déroule cette fois en Bretagne, emmène le lecteur dans l'hôtellerie de luxe au travers du personnage d'Isabelle Marle dont les compétences originales vont servir Alexis Duivel dans sa volonté d'étendre les ramifications de La Société.
- Sur la gamme, Paris, J'ai lu, coll. « Librio », 2016  (ISBN 978-2290119525), se déroulant dans le milieu de la musique et des mélomanes, permet à Lalie, jeune professeure de musique désabusée, de rencontrer le virtuose Samuel Florent et de décrire l'instrumentalisation de certains membres du réseau
- Le Premier Pas, Paris, J'ai lu, coll. « Fantasme Poche », 2017  (ISBN 978-2290119532), conduit les lecteurs dans le milieu médical et plus précisément à la rencontre de Frédérique Roche, une kinésithérapeute chargée de remettre sur pieds un énigmatique accidenté de la route, sur ordre de l'organisation.
- Secrets diplomatiques, Paris, J'ai lu, coll. « Fantasme Poche », 2017  (ISBN 978-2290119549), plonge dans les méandres de la diplomatie avec Natalia, une jeune femme amnésique qui fait l'objet de toutes les attentions de la part de deux hommes bien décidés à ce qu'elle recouvre la mémoire. Le premier est son frère, Vladimir, et le second n'est autre qu'Alexis Duivel.
- Paris-New York, Paris, J'ai lu, coll. « Fantasme Poche », 2017  (ISBN 978-2290119570), où lorsque la plume du journaliste David Hertman, le fils du célèbre magnat de la presse, fait trembler le monde politique et des médias en mettant en danger toute l'organisation de La Société ; il s'agit du tome le plus volumineux de la série.

## Anecdotes sur la série
Angela Behelle a donné le nom d’un grand cru de Chablis au créateur de La Société, Henri Valmur.
Le nom d'Alexis Duivel se réfère à la traduction flamande du patronyme : le Diable.
L’auteure distingue les tomes impairs, à l’érotisme plus piquant, des tomes pairs qui contribuent à la découverte des méandres du réseau de services.
Le symbole de l’Oméga est présent sur chaque couverture des différents tomes de la série et des spin-offs.
De nombreuses rumeurs ont couru sur d’éventuelles traductions ou adaptations, mais aucune ne s’est concrétisée à ce jour,.
Cette série n’est pas le seul essai de l’auteure sur le rapport complexe et souvent irrépressible qu’entretiennent les hommes d’influence et la sexualité polymorphe. Au Bonheur de ces Dames, roman paru en 2015 aux éditions Blanche, poursuit l’examen de la conscience politique sous les traits d’un jeune puceau ignorant encore l’avenir brillant auquel il est promis. Sa maîtresse spirituelle prend la forme cette fois d’une bibliothécaire voluptueuse bien résolue à révéler tout le potentiel de cet homme en devenir.

## Personnages
Cette liste éloquente est non exhaustive :
- Mickaëlla Valmur, 27 ans, professeur de philosophie au lycée Saint-Haymard, veuve d'Henri Valmur
- Henri Valmur, 64 ans, philosophe, écrivain, décédé deux mois avant le début du récit
- Samuel Forgeat, 35 ans, professeur de mathématiques au lycée Saint-Haymard
- Michel Morel, 56 ans, proviseur du lycée Saint-Haymard
- Jacques Duivel, 51 ans, l’un des directeurs d’une importante société de cosmétiques de luxe
- Éléonore Duivel, 48 ans, nez internationalement reconnu
- Alexis Duivel, officiellement 17 ans… officieusement un peu plus. Officiellement lycéen… officieusement plus doué que sa mère
- Hermine Dalambray, 22 ans, étudiante en journalisme. Elle se fait appeler Mina en référence au personnage féminin du Dracula de Bram Stoker
- Paul Peyriac, 67 ans, éditeur à la retraite
- Mathieu Deshamel, 59 ans, journaliste et directeur de l’école de journalisme
- Pierre Peyriac, 44 ans, actuel directeur général des éditions éponymes
- Patrick Luillier, 60 ans, animateur d’une célèbre émission littéraire d’une grande chaîne nationale
- Philippe Peyriac, 24 ans, étudiant en droit à Montréal
- Pascaline Villers, dite Cali 26 ans, gouvernante dans un hôtel
- Renaud Frecourt, la soixantaine, juge
- Benjamin Dautun, la cinquantaine, directeur de l’hôtel Lutz
- Daniel Sitrange, 37 ans, homme d’affaires
- Guislaine Lemarchant, 60 ans, femme d’affaires, directrice d’une société de construction navale de luxe
- Lou-Anne Mesnil, 26 ans, gardienne de l’Omega
- Liam Lenoir, 26 ans, musicien
- Emmanuelle Travel, 28 ans, écrivain, auteure de romans érotiques alias Émeraude
- Yann Le Breuil, 32 ans, écrivain vedette des éditions Peyriac
- Louise Sperkling, 43 ans, agent littéraire
- Isabelle Marle, 27 ans, directrice du Boudoir
- Lalie Hubert, 25 ans, professeure de musique dans un collège
- Samuel Florent, 32 ans, pianiste
- Simon de Maisonneuve, médecin. Membre fondateur de la Société, il est décédé depuis deux ans
- Frédérique Roche, 26 ans, kinésithérapeute
- Clément Vallate, 59 ans, son père, PDG de « Vallate Link Access »
- Professeur Cressier, neurologue en Suisse
- Bernard Saint Morgins, 57 ans, ancien ambassadeur de France à Moscou, en poste au conseil européen à Bruxelles
- Svetlana Kovaliovskaïa, 52 ans, épouse de Bernard Saint Morgins. Fille d’un ancien ministre russe.
- Vladimir Saint Morgins, 31 ans, directeur marketing d’une très grande marque d’articles de sport
- David Hertman, 33 ans, grand reporter
- Bernard Hertman, 63 ans, magnat de la presse
- Mia, 24 ans, danseuse travestie, membre du réseau de la Société
- Xavier Delrochas, 33 ans, journaliste d’investigation spécialisé dans le people.
- George, le majordome des Duivel
- Claude Lanstier, ancien ministre, candidat très probable et favori à l’élection présidentielle
- Étienne Pinantski, 42 ans, secrétaire et homme de main de Claude Lanstier

## Éditions
Cette création est l’une des premières séries érotiques numériques à paraître directement aux éditions J'ai lu en version livre de poche,.
- Qui de nous deux ?, Paris, J'ai lu, coll. « Librio », 2013  (ISBN 978-2290075999)
- Mission Azerty, Paris, J'ai lu, coll. « Librio », 2014  (ISBN 978-2290077047)
- À votre service, Paris, J'ai lu, coll. « Librio », 2014  (ISBN 978-2290077054)
- La Gardienne de l'Oméga, Paris, J'ai lu, coll. « Librio », 2014  (ISBN 978-2290100943)
- L'Inspiration d’Émeraude, Paris, J'ai lu, coll. « Librio », 2015  (ISBN 978-2290100950)
- La Fille du boudoir, Paris, J'ai lu, coll. « Librio », 2016  (ISBN 978-2290100967)
- Sur la gamme, Paris, J'ai lu, coll. « Librio », 2016  (ISBN 978-2290119525)
- Le Premier Pas, Paris, J'ai lu, coll. « Fantasme Poche », 2017  (ISBN 978-2290119532)
- Secrets diplomatiques, Paris, J'ai lu, coll. « Fantasme Poche », 2017  (ISBN 978-2290119549)
- Paris-New York, Paris, J'ai lu, coll. « Fantasme Poche », 2017  (ISBN 978-2290119570)

## Spin-offs
En 2017, les éditions Pygmalion publient le premier spin-off de la série, L'Enjeu
- L'enjeu, Paris, Flammarion-éditions Pygmalion, coll. « Romans », 2017  (ISBN 978-2756418902).
- Lucrèce Club, Paris, Flammarion-éditions Pygmalion, coll. « Romans », 2019  (ISBN 978-2756422213)

## Nouvelles
- L'Alpha de l'Oméga, Paris, J'ai lu, coll. « Best », 2018
- Un conte d'auteurs, Paris, J'ai lu, coll. « Littérature érotique », 2019
- L'héritage de l'Oméga, Paris, J'ai lu, coll. « Littérature sentimentale », 2019